# Брукс, Рэнд
А́рлингтон Рэнд Брукс-младший (англ. Arlington Rand Brooks Jr.; 21 сентября 1918, Сент-Луис, Миссури, США — 1 сентября 2003, Санта-Инез, Калифорния, США) — американский актёр, кинорежиссёр

, сценарист, кинопродюсер, диалект-тренер и фермер.

## Биография и карьера
Арлингтон Рэнд Брукс-младший родился 21 сентября 1918 года в Сент-Луисе (штат Миссури, США).
После окончания школы, он прошёл пробы в MGM и получил небольшую роль в фильме «Любовь находит Энди Харди» (1938).
Большая известность пришла к нему с ролью Чарльза Гамильтона в «Унесённых ветром» (1939). После «Унесённых ветром» у него были относительно небольшие роли в других фильмах, всего сыграл более чем в 140 фильмах и телесериалах.
После того, как он покинул шоу-бизнес, Брукс управлял частной компанией скорой помощи в Глендейле, штат Калифорния. Он продал компанию в 1994 году и переехал на своё ранчо в долине Санта-Инез, где разводил андалузских лошадей-чемпионов.

## Личная жизнь и смерть
В 1948—1978 годы Брукс был женат на актрисе Лоис Лорел (1927—2017), дочери актёра Стэна Лорела, от которой у него было двое детей — сын Рэнди и дочь Лорел. С 31 января 1981 года и до своей смерти он был женат во второй раз на Герминии Ходжес.
Брукс умер 1 сентября 2003 года от рака в Санта-Инезе, Калифорния, за 20 дней до своего 85-летия.